# Nederlandse kampioenschappen schaatsen afstanden 1997 - 3000 meter vrouwen
De 3000 meter vrouwen op de Nederlandse kampioenschappen schaatsen afstanden 1997 werd gereden in december 19xx, in ijsstadion De Uithof te Den Haag. Er namen elf schaatssters deel.
Tonny de Jong was titelverdedigster na haar zege tijdens de NK afstanden 1996.

## Statistieken

### Uitslag
| #      | Schaatser            | tijd    |
| ------ | -------------------- | ------- |
| Goud   | Martine Oosting      | 4.40,63 |
| Zilver | Marja Vis            | 4.41,13 |
| Brons  | Roosmarie Dieleman   | 4.45,46 |
| 4      | Sandra de Ronde      | 4.45,95 |
| 5      | Arien Bosch          | 4.46,53 |
| 6      | Janka Everts         | 4.47,42 |
| 7      | Floor van Slochteren | 4.51,18 |
| 8      | Carien Kleibeuker    | 4.51,31 |
| 9      | Frijke Schaafsma     | 4.51,78 |
| 10     | Mischa Coolen        | 4.53,75 |
| 11     | Annemarie Zuurendonk | 4.54,49 |